# Zápolya-ház
A Zápolya-ház műemlék Romániában, Fehér megyében, Szászsebesen. A romániai műemlékek jegyzékében az AB-II-m-A-00354 sorszámon szerepel.